# NSMCE2
NSMCE2 (англ. NSE2/MMS21 homolog, SMC5-SMC6 complex SUMO ligase) – білок, який кодується однойменним геном, розташованим у людей на 8-й хромосомі. Довжина поліпептидного ланцюга білка становить 247 амінокислот, а молекулярна маса — 27 932.
| 10         |  | 20         |  | 30         |  | 40         |  | 50         |
| ---------- |  | ---------- |  | ---------- |  | ---------- |  | ---------- |
| MPGRSSSNSG |  | STGFISFSGV |  | ESALSSLKNF |  | QACINSGMDT |  | ASSVALDLVE |
| SQTEVSSEYS |  | MDKAMVEFAT |  | LDRQLNHYVK |  | AVQSTINHVK |  | EERPEKIPDL |
| KLLVEKKFLA |  | LQSKNSDADF |  | QNNEKFVQFK |  | QQLKELKKQC |  | GLQADREADG |
| TEGVDEDIIV |  | TQSQTNFTCP |  | ITKEEMKKPV |  | KNKVCGHTYE |  | EDAIVRMIES |
| RQKRKKKAYC |  | PQIGCSHTDI |  | RKSDLIQDEA |  | LRRAIENHNK |  | KRHRHSE    |

A: Аланін

C: Цистеїн

D: Аспарагінова кислота

E: Глутамінова кислота

F: Фенілаланін

G: Гліцин

H: Гістидин

I: Ізолейцин

K: Лізин

L: Лейцин

M: Метіонін

N: Аспарагін

P: Пролін

Q: Глутамін

R: Аргінін

S: Серин

T: Треонін

V: Валін

Кодований геном білок за функціями належить до лігаз, фосфопротеїнів. 
Задіяний у таких біологічних процесах, як клітинний цикл, поділ клітини, пошкодження ДНК, репарація ДНК, мітоз, рекомбінація ДНК, убіквітинування білків, ацетилювання. 
Білок має сайт для зв'язування з іонами металів, іоном цинку. 
Локалізований у ядрі, хромосомах.